# グロースゲルシェンの戦い

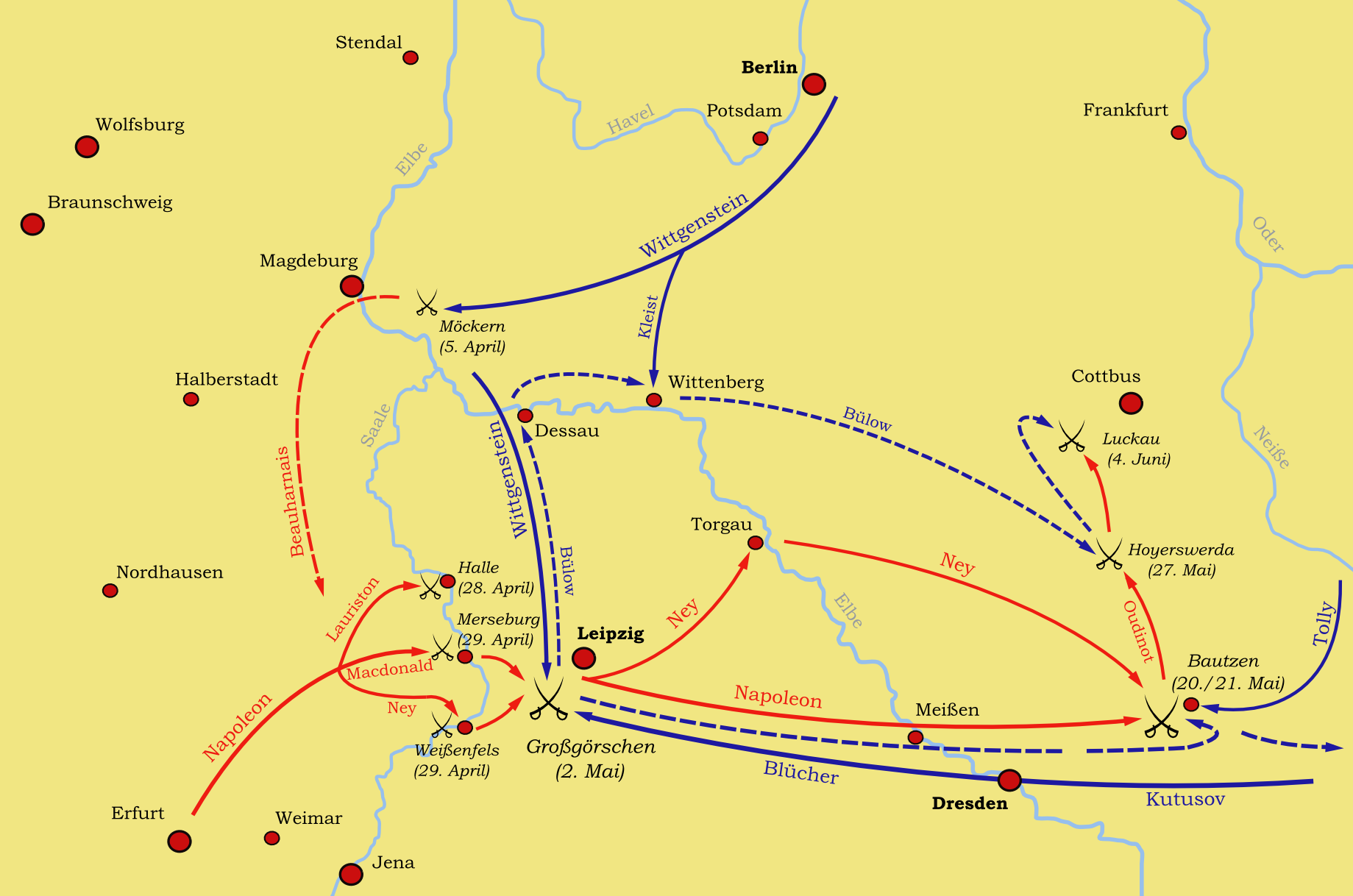
1813年の戦役の経過を示した地図。

グロースゲルシェンの戦い（ドイツ語: Schlacht bei Großgörschen）、リュッツェンの戦い（フランス語: bataille de Lützen）とも）は、ナポレオンが壊滅的な敗北を喫した1812年ロシア戦役の後、解放戦争における初めての戦いであり、1813年5月2日、リュッツェン近郊の平野で生起した。ここに至るまでにロシアとプロイセンは1812年12月30日のタウロッゲン協定で相互中立、1813年2月28日のカリシュ条約で同盟を宣言しており、同年3月27日にはフランスに宣戦し、4月5日にはメッカーンで交戦状態に入っていた。

## 前史
1813年3月27日、プロイセンがフランスに宣戦を布告した時、ナポレオン1世はすでにフランスで大砲350門を伴う150,000名を招集していた他、イタリア副王ウジェーヌ・ド・ボアルネも旧来の軍団40,000名を率いてエルベ川で作戦中であった。
ナポレオンは春季遠征の開始にあたって4月16日、マインツ（当時のフランス領モン＝トネール県の首都マヨンス）に到着した。主力はハーナウに集結し、そこから行軍隊形をとって6個の軍団に分かれ、ザクセンに向かう。4月26日、ナポレオンはその本営をエアフルトに移した。続いて4月29日にナウムブルク、4月30日にヴァイセンフェルスそして5月1日にはリュッツェンに至り、その夜を1632年に戦没したスウェーデン国王グスタフ2世アドルフの記念碑の傍で過ごしている。この露骨な歴史との関連付けは、フランスにおいてこの戦いが「リュッツェンの戦い」と呼ばれる原因となった。

### 部隊の展開
4月末、フランス第6軍団はケーゼンに到着した。第4軍団はドルンブルクに至る。ウディノ元帥の第12軍はザールフェルト近郊、ナポレオンの本営ならびにトレヴィーゾ公率いる近衛部隊はナウムブルクの周辺にあった。イタリア副王の軍はジャック・ローリストン少将指揮下の第5軍団をもってライプツィヒの町を脅かし、同地でフリードリヒ・フォン・クライスト中将率いるプロイセン軍の分遣隊と対峙していた。第3軍団の先頭を進んでいたジョセフ・スアム師団将軍の師団は4月30日、ヴァイセンフェルスの近郊にあり、セルゲイ・ランスコイ少将率いるロシア騎兵をポーザーンバッハの後方へと圧迫し、その町を占領した。指揮下の部隊とともにアルテンブルクで連合軍主力の左翼を守っていたミハイル・ミロラドヴィチ大将はツァイツに進軍し、後退してきたランスコイ少将のフザールを収容する。
5月1日、プロイセンとロシアの部隊はエルスター川とプライセ川の間で合流した。ロシア皇帝アレクサンドル1世とプロイセン国王フリードリヒ・ヴィルヘルム3世は5月2日の早朝2時、ボアナを離れてリュッツェンへの前進を親閲するため午前4時30分にペーガウに到着する。ブリュッヒャー大将率いるプロイセン軍の右翼集団はボアナからエルスター川を渡るべく、ドーレンヘ向かった一方、ツィーテン少将の旅団とドルフス大佐の予備騎兵旅団は左翼で方向を転換し、ペーガウへと進んだ。下シュレーズィエン旅団はシュトルクヴィッツで川を渡り、その後をベルク伯爵中将率いるロシアの歩兵軍団が続く。プロイセンのヨルク軍団に属するホルン旅団とヒューナーバイン旅団は同じくペーガウでエルスター川を渡るため、ツヴェンカウからアウディガストへ向かう。アレクサンドル・トルマソフ大将率いる予備隊はフローブルクから主力軍の後を追った。

## 戦闘

### 序盤

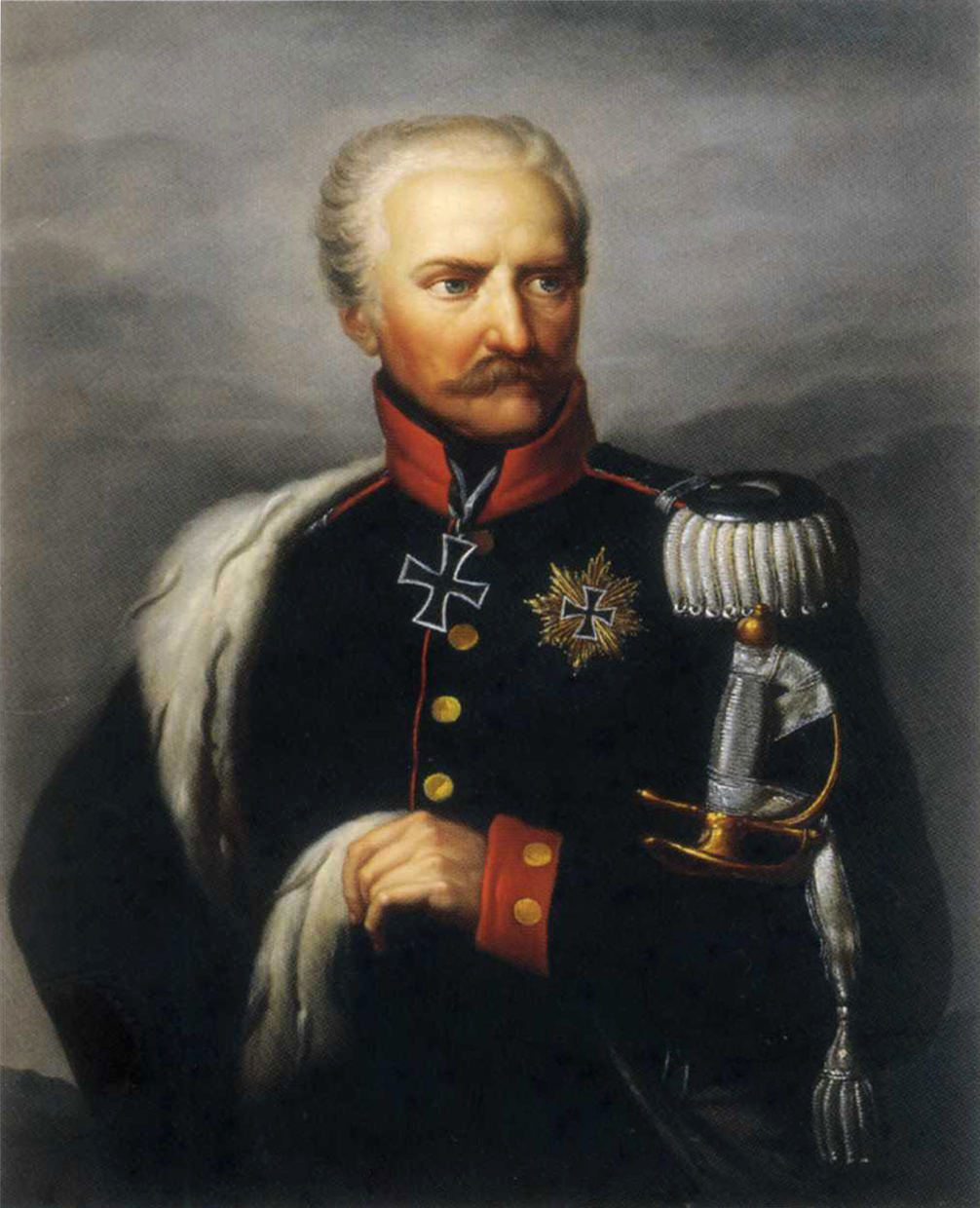
ゲープハルト・レーベレヒト・フォン・ブリュッヒャー大将。

両陣営とも敵軍の進発と宿営について正確な情報を得てはいなかった。ナポレオンはその部隊をリュッツェン周辺で、およそ10平方キロメートルにわたって分散した。偵察のための騎兵が不足していたため、ナポレオンは連合軍主力がライプツィヒにいると推測し、5月2日にもイタリア副王指揮下の第5軍団、第6軍団と第11軍団をライプツィヒに向けて進軍させる。ミシェル・ネイ元帥はフランス軍の右翼を援護するべく、指揮下の部隊をグロースゲルシェン、クラインゲルシェン、ラーナとカーヤ（現在のリュッツェンの地区）の各村に配置した。すでに連合軍はエルスター川東岸の南方にあり、ヴァイセンフェルスからライプツィヒへの街道を脅かしていたため、側面の確保は必要だったのである。ネイ元帥の軍は5個師団45,000名を数えた。ケレルマン騎兵旅団は左翼を守り、マルション師団はひとまず予備としてモイヒェンへ向かう。ネイ元帥は自陣を何に代えても保つよう命令される。フランス第12軍団がナウムブルクからヴァイセンフェルスに向かったのは5月2日になってからのことであり、もはや戦いには参加できなかった。ナポレオンは戦いが始まってから連合軍の重点的な集結地点を見極めると、主力とともに引き返し、戦いに間に合った。

### ブリュッヒャー大将の攻撃
スアム師団将軍は、ネイ元帥に代わってその部隊（ブレニエ師団、ジラール師団とリカール師団）を指揮していた。これらは正午の頃、その右翼を南方からブリュッヒャー軍団（18,500名と騎兵5,500名）に襲撃された。プロイセン軍は当初、四つの村を全て奪うことができたが、午後に入って一進一退の戦いの後、撤退を強いられた。クリュックス大佐の旅団は右翼から介入するツィーテン旅団が来援するまで、じりじりと後退して耐え抜く。スアム師団将軍はブレニエ並びにリカール両師団将軍の、士気旺盛な部隊をもって指揮下の師団を増強すると、激しい反攻を開始した。ブリュッヒャー大将はツィーテン中将指揮下の上シュレーズィエン旅団を増援に送るよう強いられた。シャルンホルスト少将その他のプロイセン軍の諸将は、クラインゲルシェンやラーナの激しい戦いに自ら加わっている。ドルフス大佐率いる予備旅団はその間に、フランス軍のジラール師団に占領されていたシュターズィーデル村への攻撃を試みた。この攻撃ではプロイセン公子ヴィルヘルムも指揮下のブランデンブルク胸甲騎兵連隊とともに戦いに身を投じ、シュターズィーデルである大隊を後退させている。しかしフランス軍の主力から来援する部隊は増え続け、戦力比はナポレオンに有利となり、連合軍の総司令官ヴィトゲンシュテイン大将は状況の主導権を失う。疲弊した敵部隊はクラインゲルシェンとケッツェンの間で、カーヤの戦いの帰結を待った。

### フランス軍の反撃

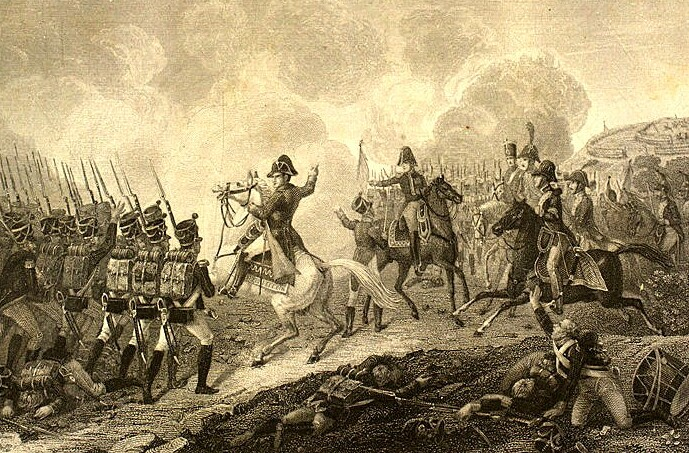
ナポレオンと指揮下の部隊。1813年5月2日、グロースゲルシェンの戦いの様子。アンドレア・ヨハン・フライシュマン（1811年-1878年）の絵画。

14時頃、シュターズィーデル付近の戦場にマルモン元帥率いる第6軍団の前衛が現れ、同時にナポレオンもすでにプロイセン軍が進攻していたカーヤ村に到来した。主力の到着後、これら四つの村に対する反撃が始まる。マルモン元帥、ベルトラン師団将軍とマクドナル元帥の軍団が来る前、連合軍と対峙するフランス軍は45,000名に過ぎなかったが、ヴィトゲンシュテイン大将は当初の数的優勢に乗じなかった。マルモン元帥はコンパン、ボネ両師団将軍率いる配下の師団をもってシュターズィーデルへの攻撃を開始する瞬間は、まだ来ていないと考えた。その間にスアム師団将軍は、プロイセン＝ロシア連合軍を各村から再び追い払うことに成功する。ブリュッヒャー大将はヨルク中将指揮下の予備部隊を投入するまで、失われたクラインゲルシェン、アイスドルフとカーヤの各村の奪還を果たせなかった。到着しつつあるベルトラン師団将軍率いるフランス第4軍団の右翼では、16時頃にムシェルヴィッツの西方でモラン師団が到着し、ゼーエステン近郊で、ヴィンツィゲローデ中将の騎兵に援護されていたベルク軍団の左翼を攻撃した。

### 最終局面
17時頃、北東からマクドナル元帥指揮下の第11軍団も戦場に到着した。ジェラールとフレシネ両将軍の師団はマルクランシュテットを経由して強行軍で連合軍の右翼へと前進し、ロシア軍からアイスドルフ村を再び奪還することができた。17時30分頃、中央で疲弊したプロイセン軍はもはや攻撃を続けられる状況になく、ロシア軍が士気旺盛な部隊をもって戦いに加わるべき時が来ていた。ヴィトゲンシュテイン大将は左翼がシュターズィーデルに展開するマルモン軍団によって新たな脅威に晒されていると考え、サン＝プリエスト子爵中将とシャチョウスキー少将の師団を加えたオイゲン・フォン・ヴュルテンベルク中将指揮下の第2歩兵軍団にのみ反攻を許可した。今や右翼でフランス軍と対峙していたのはベルク伯爵中将の第1歩兵軍団と、ゴリツィン侯爵中将指揮下の予備騎兵軍団に属する集団のみとなったのである。
18時30分頃、フランス側にイタリア副王率いるさらなる増援が到着した。ウディノ元帥の部隊なしでもナポレオンは、午後には連合軍に対して125,000名を投じることができた。コノヴニーツィン将軍指揮下のロシア擲弾兵軍団の来援は遅きに失し、アイスドルフ付近でフランス軍に撃退される。スアム師団将軍によってモイヒェンから呼び戻された、意気軒昂なマルション師団は中央で前進を命じられ、建物を巡る戦いの末にクラインゲルシェンを奪還した。戦いの中で負傷したブリュッヒャー大将は戦場を離れねばならず、ヨルク中将がプロイセン軍の指揮を引き継ぐ。奪い合いの続く四つの村の一帯に、ナポレオンは完全な勝利を得るべく遂にデュムースティエ師団将軍指揮下の近衛部隊を前進させた。古参近衛隊と新規近衛隊所属の16個大隊が成功させた攻撃は、およそ80門の大砲に支援されていた。その晩の後半には、戦場のほとんどはフランス軍が手中にしており、夜を徹してプロイセン軍が確保していたのはグロースゲルシェン村のみであった。
連合軍は翌日も戦闘を続ける予定であったが、ヴィトゲンシュテイン大将は連合軍の参謀本部をヴェルベン村近郊の丘陵に招集した。届いた報告によればローリストン少将率いるフランス第5軍団がすでにライプツィヒに進攻しており、連合軍は包囲の危機に瀕し、弾薬は残りわずかとなっていた。ヴィトゲンシュテインはグロイッチュの主君の許へ赴き、5月3日にアルテンブルクを経由し、ドレスデンへと撤退する許可を得た。

## 戦いの評価と影響
ナポレオンは、どうしても必要であった勝利を得た。しかしその代わり損害は非常に大きく、ナポレオンは連合軍に決定的な打撃を与えるという主目的を達成できなかった。5月8日、連合軍はドレスデンから撤退し、エルベ川を渡ってシュレーズィエンへ退く。ザクセン全土は、再びナポレオンの支配下に入った。
フランス軍の騎兵が不足した結果、追撃は行われなかった。ナポレオンはおよそ20,000名を失った一方、プロイセン軍は8,500名、ロシア軍は3,500名の死傷者と行方不明者を出している。連合軍の損害は騎兵と砲兵を効果的に運用したおかげで、並みの程度に留まった。ヘッセン＝ホンブルク公子レオポルトは戦没し、ゲルハルト・フォン・シャルンホルスト中将も膝に銃弾を受け、手当の不足によって8週間後に亡くなった。
グロースゲルシェンの戦いの後の晩、プロイセン国王フリードリヒ・ヴィルヘルム3世はロシア皇帝アレクサンドル1世とともにロシア軍の陣営を視察した。ここで王は兵士のように、ロシア軍の習慣となっていた帰営ラッパ後のコラール合唱を体験する。感銘を受け、心を打たれた彼は1813年8月10日の内閣令でプロイセン軍においても帰営ラッパ後の祈祷を導入させた。こうして帰営ラッパは、ひとまずプロイセン王国内のみとはいえ、儀式的な意味を持つに至ったのである。

## 戦いの記念碑
- シャルンホルスト記念碑：グロースゲルシェンのこの記念碑は、戦いの100周年の祝典で建てられた。彫刻家はシュコーパウ（英語版）出身のパウル・ユッコフである。記念碑広場の二つの石造ベンチにはシャルンホルストのモットー、「目標は識別され、力は込められた」（Ziel erkannt – Kräfte gespannt）が彫り込まれている。
- グロースゲルシェンのシンケル聖龕（ドイツ語版）：戦没者を記念してカール・フリードリヒ・シンケルが設計した鋳鉄製の碑は、1813年と1815年の戦場に建つ七つの同じような記念碑の一つである。碑文は「感謝を込めて国王と祖国は戦没した英雄に表敬す。彼らは平和の中に安らぐ。グロースゲルシェン、1813年5月2日」。老朽化した元の碑はグロースゲルシェンの南方およそ3kmに位置するグロースゲルシェンの君主の丘（ドイツ語版）にあったが、現在の同地には碑文が刻まれた土台が残るのみである。現在のレプリカは1985年、シャルンホルスト記念碑の近くに設置された。
- ヘッセン＝ホンブルク公子レオポルトの記念碑（ドイツ語版）：レオポルトの戦没から2年後、妹のマリアンネが設立させた記念碑もシンケルが設計した。これは1974年、老朽化に起因する内部からの腐朽によって撤去を余儀なくされた。新しい複製品が1999年5月2日に除幕されている。
- ベルガーの墓：ラーナ村にある、ブレスラウ出身のプロイセン軍志願猟兵、クリスティアン・ゴットリープ・ベルガー（ドイツ語版）の墓の上には記念の石碑が立っている。彼は享年26才で額に銃弾を受け、戦没した。
- ネイ元帥館：グロースゲルシェンの一地区、カーヤ村のこの館でネイ元帥は1813年5月1日から5月2日にかけての夜を過ごした。本営でもあったこの館には、小さな博物館がある。
- リープクネヒトの墓：クラインゲルシェンの墓地にはナポレオンに従って戦い、18才になったばかりで戦没したヘッセン大公国軍近衛連隊の少尉、フランツ・ヴィルヘルム・リープクネヒトの墓がある。

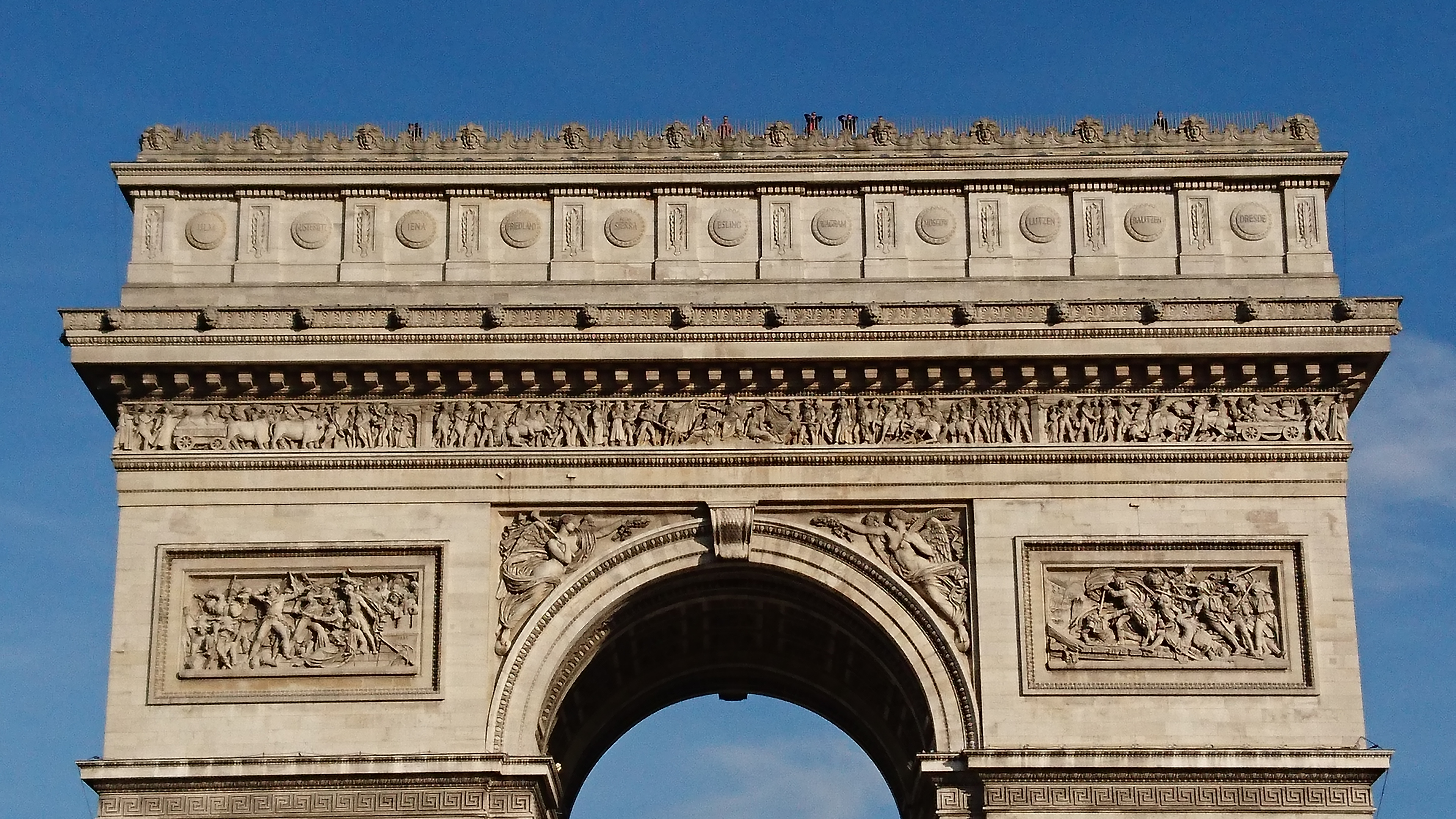
パリのエトワール凱旋門に刻まれた「LUTZEN」の銘。

- シュターズィーデルの記念碑：グロースゲルシェンとシュターズィーデルを結ぶ道の傍には記念碑があり、「1813年5月1日と5月2日のグロースゲルシェンの戦いにおける、プロイセン＝ロシア連合軍の戦没した英雄に感謝して記念す」という碑文が刻まれている。
- パリのエトワール凱旋門の最上部には30の盾が並んでおり、その一つには「LUTZEN」と銘が刻まれている（写真の右から三つ目）。
- グライヴィッツ市立公園の眠れる獅子像（ドイツ語版）。「1813年から1814年にかけてグライヴィッツの野戦病院にて、グロースゲルシェンとバウツェンの戦い（英語版）で受けた傷によって亡くなり、独立と正義を巡る彼らの豪勇果敢な戦いの舞台から遠く離れ、ここにこの聖なる憩いの場を見出したプロイセンの勇敢な息子たちを記念して。グライヴィッツ、1849年10月15日。」という碑文は1945年、除去された。それから間もなく、記念碑は解体された。

## 余談
プロイセンの軍楽作曲家、フリードリヒ・ヴィルヘルム・フォークトは1883年、グロースゲルシェンの戦いを記念して行進曲『ドイツ皇帝近衛隊』（Die deutsche Kaisergarde）を作曲した。これは彼の66曲目の作品であり、プロイセンの陸軍行進曲集に「AM II, 208」あるいは「AM III, 67」として記載されている。

## 文献
- Émile Erckmann（英語版）/Alexandre Chatrian（英語版）:Histoire d’un conscrit de 1813（ドイツ語版）.Hetzel, Paris 1864.ドイツ語の題は『皇帝陛下万歳-ナポレオン戦争のある招集兵の物語』（Es lebe der Kaiser. Geschichte eines Rekruten aus den Napoleonischen Kriegen.）Diogenes, Zürich 1991, ISBN 978-3-257-21199-3（ある普通のフランス兵から見たこの戦いに関する小説。）
- Gustav Freytag: Bilder aus der deutschen Vergangenheit, 4. Band, „Die Erhebung“, Leipzig 1867(オンライン版)
- Hartmut Bücker, Dieter Härtig: Das Gefecht bei Rippach am 1. Mai 1813, die Schlacht bei Großgörschen am 2. Mai 1813 und der Überfall auf das Lützow’sche Freikorps bei Kitzen am 17. Juni 1813, Bücker-Verlag, 2. Auflage, Schwäbisch Hall 2004, ISBN 3-00-013903-6
- Theodor Rehtwisch（ドイツ語版）: Großgörschen: 2. Mai 1813, Preussisches Bücherkabinett, Berlin 2005, ISBN 3-938447-02-8
- Frank Bauer: Großgörschen 2. Mai 1813. Festigung des preußisch-russischen Bündnisses im Frühjahrsfeldzug, Kleine Reihe Geschichte der Befreiungskriege 1813-1815, Potsdam 2005.